# Исперихово
Исперихово е село в Южна България. То се намира в община Брацигово, област Пазарджик. До 1934 г. се използва името Айдиньово (Айдиново).

## География
Исперихово е разположено в котловина, обградена от Бесапарските ридове. През селото минава река Стара река.
Правени са проучвания за геоложкия характер на котловината и е доказано, че под селото и полето има огромно подземно езеро, което захранва карстовия извор в с. Триводици. След 1950 г. е имало идея с. Исперихово, с. Козарско и с. Бяга да бъдат премахнати и в тази котловина, образувана от Бесапарските възвишения, да се построи язовир. Това не се случва, тъй като изследванията показват, че възвишенията са нестабилни и имат много естествени пукнатини.

## История
От историческа гледна точка това е било култово място на тракийското племе беси. Открити са римски останки и основи на стражева кула. След 1995 година биват разграбени и разрушени около 32 могили, в които са намерени археологически находки с висока историческа и колекционерска стойност.
Край селото са открити останки от манастир от началото на VI век, изграден около еднокорабна църква от средата на V век.
Проучванията, които са направени от първия учител в селото Ангел Г. Лабов (1896 г.), посочват като име на селото преди падането на България под османска власт Драговец или Драговитец. Потвърждение на това изследване, че старото име на Исперихово е Драговитец, дава и проф. дфн Тодор Балкански в статията си „Бележки на топономиста“.

## Население
Населението на селото е съставено от българи, турци и цигани. 

## Религии
Изповядват се основно православно християнство от българи и турци калайджии, ислям от турци, и една група, изповядваща евангелско християнство.

## Обществени институции
- Кметство
- Основно училище „Христо Ботев“
- Читалище „Св. св. Кирил и Методий – 1929 г.“[4]
- Православна църква „Свети Димитър“ (1925 г.)
- Аматьорски футболен отбор

## Културни и природни забележителности
Землището на с. Исперихово е едно от находищата в България на растението Атинска мерендера (Merendera attica), защитен вид от Закона за биологичното разнообразие.
Землището на селото попада в защитена зона „Бесапарски ридове“, част от националната и общоевропейска екологична мрежа „Натура 2000“. Зоната е местообитание за скални врабчета и лястовици, лалугери, лисици и други диви животни.

## Личности
Атанас Божков, (1929 – 1995) изкуствовед